# Campionati europei di dressage 2019
I Campionati europei di dressage 2019 si sono svolti a Rotterdam, nei Paesi Bassi. 

## Podi
| Evento              | Oro           | Argento            | Bronzo                    |
| Dressage freestyle  | Isabell Werth | Dorothee Schneider | Cathrine Dufour           |
| Dressage GP Special | Isabell Werth | Dorothee Schneider | Jessica von Bredow-Werndl |
| Gara a squadre      | Germania      | Paesi Bassi        | Svezia                    |

## Medagliere
| Posiz. | Nazione     | Oro | Argento | Bronzo | Totale |
| ------ | ----------- | --- | ------- | ------ | ------ |
| 1      | Germania    | 3   | 2       | 1      | 6      |
| 2      | Paesi Bassi | 0   | 1       | 0      | 1      |
| 3      | Svezia      | 0   | 0       | 1      | 1      |
| 3      | Danimarca   | 0   | 0       | 1      | 1      |
| Totale | Totale      | 3   | 3       | 3      | 9      |